# نجم كربوني

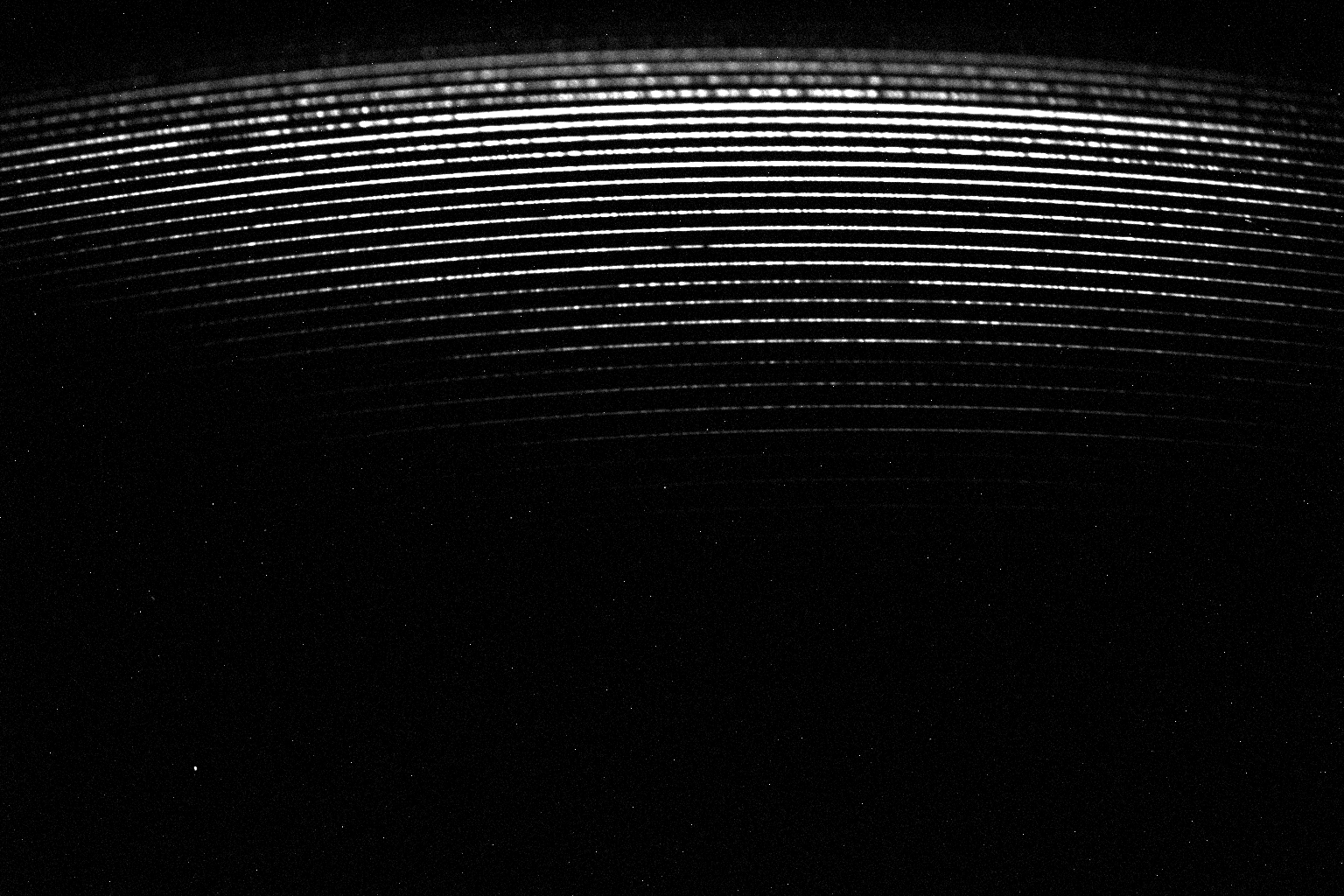

النجم الكربوني هو نجم من النمط المتأخر وشبيه بالعملاق الأحمر (وأحياناً بالقزم الأحمر) يتميز بأن غلافه الجوي يحوي على عنصر الكربون أكثر من الأكسجين. يتحد هذان العنصران في الطبقات العليا من النجم ويتشكّل أحادي أكسيد الكربون مما يستهلك كل الأكسجين في الغلاف الجوي، وتاركاً ذرات الكربون حرّة لتشكيل مركبات كربون أخرى، مما يعطي الغلاف الجوي للنجم صفة سناجية ومظهر ذو لون ياقوتي.
إن النجوم العادية تكون حاوية على الأكسجين في غلافها الجوي بنسبة أكبر من الكربون، وللنجوم الكربونية تصنيف نجمي مميّز، أي أن لها خواص طيفية مميزة. يعد العالم أنجيلو سيكي Angelo Secchi أول من وصّف طيف هذه النجوم عام 1860، حيث عد ذلك خطوة رائدة في المطيافية الفلكية.
تميّز النجوم الكربونية الكلاسيكية عن غير الكلاسيكية عن طريق الكتلة، حيث أن النجوم الكربونية الكلاسيكية أكبر كتلةً.

## طيف
حسب التعريف، تمتلك النجوم الكربونية نطاقات طيفية سائدة في نطاقات سوان من الجزيء C2. قد توجد العديد من مركبات الكربون الأخرى بمستويات عالية، مثل CH وCN (السيانوجين) وC3 وSiC2. يتشكل الكربون في لبّ النجم ويصعد إلى طبقاته العليا، ما يغير تكوين الطبقات بشكل كبير. بالإضافة إلى الكربون، تتشكل عناصر عملية التقاط النيوترون البطيئة (عملية إس) مثل الباريوم والتكنيشيوم والزركونيوم خلال توهجات الطبقات ويتم «جرفها» إلى السطح. 
عندما طور علماء الفلك التصنيف الطيفي للنجوم الكربونية، واجهوا صعوبةً كبيرة في ربط الأطياف بدرجات الحرارة الفعالة للنجوم. كانت المشكلة مع كل الكربون الموجود في الغلاف الجوي الذي يحجب خطوط الامتصاص التي يستخدمها العلماء عادةً كمؤشرات لدرجة حرارة النجوم.
تتمتع النجوم الكربونية أيضًا بطيف غني من الخطوط الجزيئية ذات أطوال موجية مليمترية وأطوال موجية دون مليمترية. في النجم الكربوني سي دبليو ليونيس، رُصد أكثر من 50 جزيء مختلف حول النجم. غالبًا ما يُستخدم هذا النجم للبحث عن الجزيئات حول النجمية الجديدة.

### سيكي
اكتُشفت النجوم الكربونية لأول مرة في ستينات القرن التاسع عشر عندما وضع رائد التصنيف الطيفي أنجيلو سيكي فئة سيكي الرابعة للنجوم الكربونية، التي أُعيد تصنيفها في أواخر تسعينات القرن التاسع عشر على أنها نجوم من الفئة إن. 

### هارفارد
باستخدام تصنيف هارفارد الجديد، حُسنت فئة إن لاحقًا بإضافة فئة آر للنجوم الحمراء الأقل احمارًا التي تشترك في نطاقات الكربون المميزة للطيف. أظهر الارتباط اللاحق لفئة آر حتى فئة إن مع الأطياف التقليدية أن تسلسل آر إن يكافئ تقريبًا فئة سي إيه جي7 حتى فئة إم 10 فيما يتعلق بدرجة حرارة النجوم. 

## رصد النجوم الكربونية
نظرًا لعدم حساسية الرؤية الليلية للون الأحمر والتكيف البطيء لخلايا العين العصوية الحساسة للون الأحمر مع ضوء النجوم، يتعين على علماء الفلك الذين يقومون بتقديرات للقدر الظاهري للنجوم المتغيرة الحمراء، وخاصة النجوم الكربونية، التعامل مع تأثير بوركينجي لتفادي التقدير المنخفض للقدر الظاهري للنجوم المرصودة.

## توليد الغبار بين النجمي
بسبب الجاذبية السطحية المنخفضة لنجوم الكربونية، فقد يُفقد ما يصل إلى نصف (أو أكثر) من الكتلة الكلية للنجوم الكربونية بسبب الرياح النجمية القوية. بالتالي تصبح بقايا النجوم، أي «الغبار» الغني بالكربون المشابه للجرافيت، جزءًا من الغبار بين النجمي. يُعتقد أن هذا الغبار عامل مهم في توفير المواد الخام لتشكيل الأجيال اللاحقة من النجوم وأنظمتها الكوكبية. قد تغطي المواد المحيطة بالنجوم الكربونية النجوم لدرجة تجعلها تمتص كل الضوء المرئي.